# بوصلة الناخب

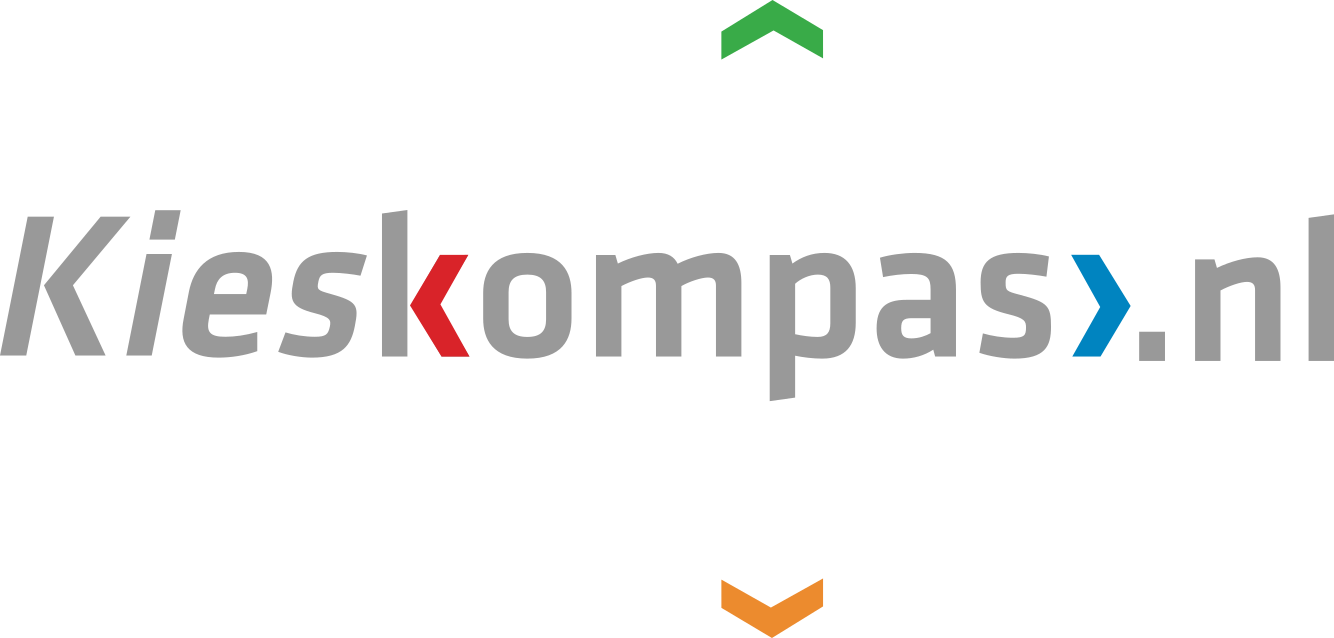

بوصلة الناخب (Electoral Compass) هو موقع إلكتروني يقدم نصائح حول التصويت. ويمكن لزوار الموقع استخدام التطبيق لاكتشاف موقعهم على الخريطة السياسية للانتخابات القادمة. انطلق موقع «بوصلة الناخب» رسميًا  في جامعة فو أمستردام في 23 أكتوبر 2007.
يُطلب من المستخدمين الإدلاء بآرائهم في 36 اقتراحًا مجمعين في 12 مسألة. وتظهر النتيجة في شكل طيف، كنقطة بالقلم الرصاص، بين مختلف الأحزاب السياسية أو المرشحين. ويمكن للزوار كذلك تحليل ميولهم السياسية من خلال النقر فوق مسائل متنوعة، وبعد ذلك يمكن مقارنة موقفهم بشأن هذه الموضوعات المختلفة مع المرشحين أو الأحزاب.

## موقع بوصلة الناخب الأمريكي
انطلق موقع بوصلة الناخب الأمريكي (Electoral Compass USA)، الذي تم تطويره بالتعاون مع صحيفة وول ستريت (Wall Street Journal), في 2 يناير 2008. ويقدم معلومات حول انتخابات الرئاسة الأمريكية في عام 2008. وزار الموقع مليون شخص خلال 3 أسابيع. وبنهاية الحملة الانتخابية، وصل عدد مستخدمي الموقع للحصول على معلومات عن المرشحين ما يزيد عن 3.8 ملايين مستخدم.

## موقع بوصلة الناخب الإسرائيلي
بالتعاون مع المعهد الإسرائيلي للديمقراطية، تم إنشاء موقع البوصلة من أجل انتخابات الكنيست الإسرائيلي لعام 2009. وزار الموقع ما يزيد عن 40000 ناخب بعد ساعة واحدة فقط من إطلاق الموقع. وفي يوم الانتخابات بلغ عدد زوار موقع البوصلة 600000 شخص.

## موقع تعريف الناخب الأوروبي
بالتعاون مع معهد الجامعة الأوروبية وموقع الانتخاب الذكي (smartvote), أنشأ موقع بوصلة الناخب موقع تعريف الناخب الأوروبي (EU Profiler), لتقديم استشارات انتخابية من أجل انتخابات البرلمان الأوروبي في 2009.

## وصلات خارجية
- Electoral Compass
- Electoral Compass USA